# Ein Sommer in La Goulette
Ein Sommer in La Goulette ist ein tunesisch-französisch-belgischer Film aus dem Jahr 1996. Die Regie übernahm Férid Boughedir. Die Komödie um drei Teenager und ihre Väter lief 1996 im Wettbewerb der Internationalen Filmfestspiele in Berlin.

## Handlung
Im Sommer 1967 erleben drei junge Mädchen in La Goulette, einem Badeort bei Tunis, die erste Liebe. Meriem ist Tunesierin und Muslimin, Gigi ist italienischer Herkunft und Christin, Tina stammt aus einer tunesischen Familie jüdischen Glaubens. Die Väter der drei Mädchen Youssef, Giuseppe und Jojo, pflegen ebenfalls eine lange Freundschaft. Die Mädchen, die keine von den Eltern arrangierte Ehe wollen, geloben einander, noch vor Ende des Sommers ihre Unschuld zu verlieren. Als die Väter erfahren, dass sich ihre Töchter mit jungen Männern aus anderen Glaubensrichtungen einlassen, wird die Freundschaft der drei Männer auf eine harte Probe gestellt.

## Hintergrund
Mit Michel Boujenah und Claudia Cardinale haben zwei in Tunis geborene und international erfolgreiche Schauspieler Gastauftritte. Sowohl Boujenah als auch Cardinale spielen sich selbst. 

## Kritiken
Das Lexikon des internationalen Films urteilte: „Ein komödiantisch akzentuierter Film um Toleranz und Verständigung über vermeintlich unüberwindbare religiöse Schranken hinweg.“